# 高唐站
高唐站，位于中华人民共和国山东省聊城市高唐县琉璃寺镇，是邯济铁路上的火车站，建于1999年，2014年12月10日邯济铁路恢复客运业务，但本站仍然只办理货运业务。本站由济南铁路局管辖。

## 歷史
- 建于1999年。
- 2014年12月10日恢复客运业务。

## 外部連結
- 中国铁路客户服务中心 （页面存档备份，存于）